# Revolución (álbum de Redimi2)
Revolución es el tercer álbum de estudio del artista Redimi2. Este trabajo cuenta con la colaboración de su hermano J.G., J Kantoral, Isabelle Valdez, Manny Montes, entre otros. El sencillo de este álbum fue "Yo no canto basura", el cual contaba con vídeo oficial. Incluye una remezcla de la canción «No te equivoques» del álbum Linaje Escogido, esta vez, interpretada junto a su hermano JG.

## Lista de canciones
| N.º | Título                                      | Escritor(es)                                | Productor(es)            | Duración |  |
| 1.  | «Intro»                                     | Willy González                              | StereoPhonics            | 0:48     |  |
| 2.  | «Yo no canto basura»                        | González                                    | Stereophonics, Helton DJ | 4:30     |  |
| 3.  | «La calle no deja na bueno»                 | González                                    | StereoPhonics            | 4:23     |  |
| 4.  | «Revolución»                                | González                                    | StereoPhonics            | 4:12     |  |
| 5.  | «Agua, pan y luz» (con Romy Ram)            | González, Rodolfo Moreno                    | StereoPhonics            | 3:33     |  |
| 6.  | «Toi Quitao» (con J Kantoral)               | González, Jhoan Cantoral                    | StereoPhonics            | 3:43     |  |
| 7.  | «Dios te esta mirando»                      | González                                    | StereoPhonics            | 4:13     |  |
| 8.  | «Recuento Rafy Mendez»                      | González                                    | StereoPhonics            | 4:07     |  |
| 9.  | «Rafy Mendez III (Rafy Inicia)»             | González                                    | StereoPhonics            | 4:56     |  |
| 10. | «No te equivoques (Remix)» (con J.G.)       | González, José González                     | StereoPhonics            | 3:59     |  |
| 11. | «Buscalo» (con Raphy Colon)                 | González, Raphy Colon                       | StereoPhonics            | 4:14     |  |
| 12. | «Omar y Erika» (con Isabelle Valdez)        | González                                    | StereoPhonics            | 4:06     |  |
| 13. | «Rap Redimi2»                               | González                                    | StereoPhonics            | 4:09     |  |
| 14. | «Aleluya» (con Claudia Sierra)              | González                                    | Helton DJ                | 3:28     |  |
| 15. | «Amo lo que hago» (con Manny Montes y J.G.) | González, Emmanuel Rodríguez, José González | Stack                    | 4:16     |  |
| 16. | «Carta de un Fan» (con J.G.)                | González, José González                     | StereoPhonics            | 3:00     |  |
| 17. | «La verdad (Reguetón)»                      | González                                    | DJ Génesis               | 3:38     |  |
| 18. | «Yo no canto basura (Reguetón)»             | González                                    | DJ Blaster               | 4:32     |  |